# Illa Rei Jordi
L'illa Rei Jordi o 25 de maig, coneguda pels russos com illa Waterloo, és la major de les Illes Shetland del Sud a l'Antàrtida. L'estret estret Fildes la separa de l'illa Nelson, al sud-oest.
Compta amb 3 grans badies: badia Fildes (Maxwell Bay), badia Almirallat i badia Rei Jordi. A l'extrem oest de l'illa es troba la península Fildes, on s'emplacen les bases Gran muralla, Escudero, Frei, Bellingshausen i Artigas. Més del 90% de la superfície és gel. Mesura 44 milles de llarg per 15 d'ample i la seva alçada màxima arriba als 655 m.

## Història
Va ser descoberta per l'explorador britànic William Smith a 1819. En 1821 11 homes del vaixell foquer  Lord Melville  van ser els primers a sobreviure a l'hivern antàrtic.
El 2 de setembre de 1819, el vaixell Sant Elm amb 644 homes i 74 canons, que formava part d'una esquadra espanyola per al Callao (Perú), es va dispersar del comboi de 4 vaixells, a causa del mal temps ia les avaries en el timó, tallamar i la verga més gran. Es va donar per desaparegut fins que les expedicions angleses del capità Robert Fildes (1820) i el navegant James Weddell (1822) van informar que havien trobat restes del vaixell així com ossos de foques a l'illa Rei Jordi. Els nàufrags de l' Sant Elm  van ser segurament els primers a descobrir i habitar l'illa encara que van morir-hi.

## Bases antàrtiques
És l'illa que concentra la major quantitat de bases a l'Antàrtida. La major és la Base Frei (Xile), que inclou un important aeròdrom i el poblat civil de Vila Les estrelles. Altres bases són Escudero (Xile), Bellingshausen (Rússia), Gran Muralla (Xina), King Sejong (Corea del Sud), Jubany (Argentina), Arctowsky (Polònia), Machu Picchu (Perú), Artigas (Uruguai), i Comandant Ferraz (Brasil).
A prop de la base russa Bellingshausen es troba l'Església de la Santa Trinitat, l'església ortodoxa russa que més a prop està del pol Sud, i una de les poques estructures permanents de l'Antàrtida.

## Fauna
A la fauna es compten: el pingüí Papua (Pygoscelis papua), el pingüí antàrtic (Pygoscelis antarctica), la foca de Weddell (Leptonychotes weddelli), la foca lleopard (Hydrurga leptonyx), l'elefant marí del sud (Mirounga lleonina).

## Reclamacions territorials
L'Argentina inclou l'illa al Departament Antàrtida Argentina dins de la província de Terra del Foc, Antàrtida i Illes de l'Atlàntic Sud; per Xile forma part de la Comuna Antàrtica de la província de l'Antàrtica Xilena dins de la Regió de Magallanes i de l'Antàrtica Xilena, i per al Regne Unit integra el Territori Antàrtic Britànic. Les tres reclamacions estan suspeses en virtut del Tractat Antàrtic.
Nomenclatura dels països reclamants:
- Argentina:  illa 25 de maig
- Xile:  illa Rei Jordi
- Regne Unit:  King George Island